# 吉爾斯特拉普鎮區 (北達科他州亞當斯縣)
吉爾斯特拉普鎮區（英語：Gilstrap Township）是位於美國北達科他州亞當斯縣的一個鎮區。

## 地方資料
吉爾斯特拉普鎮區的面積為93.10平方千米，當中陸地面積為93.06平方千米，而水域面積為0.03平方千米。根據2010年美國人口普查的數據，當地共有人口20人，而人口密度為每平方千米0.21人。